# Luitz-Morat
Pour les articles homonymes, voir Morat (homonymie).
Maurice Louis Radiguet, dit Luitz-Morat, est un acteur, réalisateur et scénariste français, né le 5 juin 1884 à Paris et mort le 11 août 1929 à Paris.

## Biographie
Maurice Louis Radiguet naît le 5 juin 1884 dans le 11e arrondissement de Paris. Son père est dentiste de la rue du Faubourg-du-Temple, et on sait peu de choses sur ses origines, qu'il s'est ingénié à obscurcir.
Il commence des études en chirurgie, qui lui valent d'effectuer son service militaire en qualité d'infirmier.
Il épouse l'actrice Madeleine Ramey (1888-1975) en 1912 puis en 1925 l'actrice Simone Judic (1890-1964) avec laquelle il aura une fille.
Il entre chez Gaumont juste avant la grande guerre.
Mobilisé en août 1914, il sert en tant qu'infirmier militaire. Il est décoré de la Croix de guerre peu avant d'être rendu à la vie civile en mars 1919.
Il meurt le 11 août 1929, emporté par une maladie foudroyante, à l'âge de 45 ans, en son domicile au no 4 rue Auguste Bartholdi dans le 15e arrondissement et est inhumé au Cimetière parisien de Bagneux (28e division).

## Filmographie

### Acteur
- 1910 : Les Sept Péchés capitaux III : La Luxure
- 1910 : Le Secret du corsaire rouge
- 1911 : Le Fils de Locuste
- 1911 : Le Fils de la Salamite
- 1911 : La Vierge d'Argos
- 1911 : Héliogabale (L'Orgie romaine)
- 1911 : Thaïs
- 1911 : Le Tyran de Syracuse
- 1911 : Quand les feuilles tombent
- 1912 : Tyrtée
- 1912 : Le Maléfice
- 1912 : Paris-Saint-Pétersbourg, minuit trente-cinq
- 1912 : Les Noces siciliennes
- 1912 : Le Regard
- 1913 : Une aventure de Bout de Zan
- 1913 : L'Écrin du Rajah : le capitaine Cooper
- 1913 : Le Secret du forçat : Vicart
- 1913 : L'Angoisse : Sir George Talbot
- 1913 : La Petite Danseuse : Smithson
- 1913 : La Robe blanche : le docteur
- 1913 : L'Agonie de Byzance : L'empereur Constantin Paléologue
- 1913 : Le Mort qui tue : le sucrier Thomery
- 1913 : La Marche des rois
- 1914 : La Petite Andalouse
- 1914 : La Gitanella
- 1917 : L'Esclave de Phidias : Phidias
- 1920 : Petit-Ange
- 1920 : Les Cinq Gentlemen maudits
- 1921 : Pervenche
- 1927 : La Petite Chocolatière

### Réalisateur
- 1920 : Rien à louer
- 1920 : Petit-Ange
- 1920 : Monsieur le Bureau
- 1920 : Les Cinq Gentlemen maudits
- 1922 : La Terre du diable
- 1922 : Le Sang d'Allah
- 1922 : Au seuil du harem
- 1923 : Petit ange et son pantin
- 1924 : Surcouf
- 1924 : La Cité foudroyée
- 1925 : La Course du flambeau
- 1926 : Le Juif errant
- 1926 : Jean Chouan
- 1928 : La Ronde infernale
- 1928 : Odette (Mein Leben für das Deine)
- 1929 : La Vierge folle

### Comme scénariste
- 1926 : Le Juif errant
- 1928 : Odette (Mein Leben für das Deine)
- 1929 : La Vierge folle